# Ловріс Байз
Затока Ловріс Байз (англ. Lowry's Bight) — невелика затока, бухта біля узбережжя  північного Белізу в окрузі Коросаль, складова частина Карибського моря, зокрема затоки Четумаль.

## Географія
Внаслідок давніх тектонічних зрушень, Карибське море врізалося в півострів Юкатан, та утворило в тій уголовині затоку-бухту Четумаль, а та, в свою чергу, розмивала береги та утворила неглибоку бухту-кривину Ловріс Байз. Берегова лінія становить більше 6 км., скельних круч, піщаних берегів.